# 佐々木駿
佐々木 駿（ささき しゅん、1984年5月22日 - ）は、日本のトランペット奏者。

## 略歴
岩手県盛岡市出身。岩手大学教育学部附属小学校、岩手大学教育学部附属中学校、国立音楽大学附属高等学校卒業。リンツ・アントン・ブルックナー音楽大学出身。
2000年から2006年まで、日本モーツァルト青少年管弦楽団のトランペット奏者として川南モーツァルト祭に出演。同オーケストラにてオーストリア公演に参加。岩手大学教育学部附属中学校を卒業後、国立音楽大学附属高等学校に入学。在学中、トライアウトコンサートにソリストとして出演。卒業後、オーストリアの作曲家バルドウィン・スルツァーの薦めで渡欧。オーストリアのリンツ・アントン・ブルックナー音楽大学に留学。2006年フェクラブルックで行われた、TrompetenTageのオープニングコンサートに出演し、ハンス・ガンシュ、フローリアン・クリングラー（Florian Klingler）と共演。同年、“Best of Trumpet” Niederoesterreichischeに参加。2010年、帰国後初のソロリサイタルを開催し、満席で好評を博す。2012年、復興支援を兼ねたデュオリサイタルを大船渡市と盛岡市で開催。2014年、ポルトガルのJAZZトランペット奏者ジレーノ・サンタナと共演。2015年、オーストリアのソプラノ歌手アンナ=マリア・パーマーと共演。2017年、オーストリア、イタリア公演を経てポルトガルでガボール・タルケヴィ（元ベルリンフィル首席）とワークショップの講師を担当、その後、ポルトで開催されたコンサートで海外ソロデビューを果たす。2019年、日中文化交流協会の音楽家派遣事業で訪中。2020年、多年の功労を称え岩手県警察本部長から感謝状が贈られた。2021年、オーストリアの楽器メーカー「Schagerl」のアーティストに就任。
第3回全日本中学生・高校生管打楽器ソロコンテスト全国大会優秀賞。第7回管打楽器ソロコンテスト優秀賞。
現在、東北を中心に演奏活動や後進の指導にあたっている。岩手大学教育学部音楽科講師、平成音楽大学講師、岩手県警察音楽隊講師、パシフィック・ブラス・オルケスタ音楽監督、いわてトランペットソサイエティ音楽監督、岩手大学吹奏楽部常任指揮者、ヤマハミュージックジャパン トランペットインストラクター、オーストリアの楽器メーカーSchagerl (シャーゲル)社のアーティスト。
これまでにトランペットをハンス・ガンシュ、ガボール・タルケヴィ、アルフレッド・ガール、クリスティアン・ホーレンシュタイナー、アンサンブルをツォルト・サイモンのマスタークラスを修了。ベンハート・ベア、ヨーゼフ・アイデンベルガー、エドワード・H・タール、北村源三に師事。